# 谢滋群
谢滋群（1916年8月15日—2007年1月30日），男，原名有成，江西兴国县长冈乡秀水村人，中华人民共和国政治人物，曾任中共武汉市委书记，武汉市人大常委会主任，第六届全国人大代表。

## 生平
1930年参加红军，1930年8月加入中国共产党。土地革命战争时期，历任红四军二纵队司令部通信员、班长、油印股长、文书、红十一师书记官、团部政治指导员、红一方面军保卫局主任科员、科长、广昌警备区保卫局局长等职。1935年后，调红一军团保卫局任侦察科长，红军大学第一期学员队班长、党支部书记等职。
抗战时期，任西北保卫局侦察部长，陕北公学总务科长、校务部副部长、游击队研究室副主任及专任教员；中央军委总政治部战地考察团组织系系长、工作队长、分团长，延安军政学院一队队长，军委总政治部材料室秘书，军委卫生部政治处主任兼总支书记，中国医科大学政治委员。
解放战争时期，任热河省昭乌达盟军分区副政委、朱德骑兵师政委兼师党委书记（师长何能彬），冀察热辽军区供给部政治委员、第十五兵团政治部组织部长等职。
建国后，历任武汉市公安总局副局长兼武汉公安总队政治委员、市公安局局长、市政法办主任，副市长、市革命委员会副主任兼城市建设委员会主任，市委副书记、市委书记、市人大常委会副主任、1983年3月当选武汉市第七届人民代表大会常务委员会主任。1985年2月，享受副省长级待遇。2002年1月享受省长级医疗待遇。
武汉市第一届至第八届人民代表大会代表，湖北省第六届人民代表大会代表，第六届全国人民代表大会代表；武汉市第一届至第七届党代会代表。

## 家人
妻子黄平（1920.4.4-2004.9.10），安徽省芜湖含山县人，1938年2月参加革命，1939年6月参加中国共产党。历任延安抗大学员，武汉市公安局科长、处长，市公安局正局级顾问。